# Emca (fiume)
La Emca (in russo Е́мца?) è un fiume della Russia europea settentrionale, affluente di sinistra della Dvina settentrionale. Scorre nell'Oblast' di Arcangelo, nei rajon Pleseckij e Cholmogorskij, e nel distretto della città di Mirnyj.

## Descrizione
Nasce nella parte nord-occidentale dell'oblast' di Arcangelo, dalla confluenza dei fiumi Režma e Krestovaja in un luogo piuttosto paludoso, a 4 km di distanza dal corso del fiume Onega. Scorre con direzione nord-orientale prima di confluire nel basso corso della Dvina settentrionale in un suo canale laterale. È navigabile per 25 km a monte della foce. Ha una lunghezza di 188 km, il suo bacino è di 14 100 km².
Il corso inferiore del fiume è piuttosto popolato: ci sono più di 20 villaggi in 68 km. Il più grande di questi è Emeck.
Il principale affluente del fiume è la Mechren'ga, che confluisce dalla destra idrografica, seguono: Tërpa (lungo 114 km) e Vajmyga (152 km) provenienti dalla sinistra.